# Утарп
Утарп (нім. Utarp) — громада в Німеччині, розташована в землі Нижня Саксонія. Входить до складу району Віттмунд. Складова частина об'єднання громад Гольтрім.
Площа — 6,37 км2. Населення становить 662 ос. (станом на 31 грудня 2021).